# Premstätten
Premstätten é um município da Áustria, situado no distrito de Graz-Umgebung, na estado da Estíria. Tem 29,27 km² de área e sua população em 2019 foi estimada em 6.265 habitantes.